# NGC 7630
NGC 7630 é uma galáxia espiral (S?) localizada na direcção da constelação de Pegasus. Possui uma declinação de +11° 23' 51" e uma ascensão recta de 23 horas, 21 minutos e 16,3 segundos.
A galáxia NGC 7630 foi descoberta em 1880 por -.